# Rheinau (kommunfritt område)
Rheinau är ett kommunfritt område i Ortenaukreis i Regierungsbezirk Freiburg i förbundslandet Baden-Württemberg i Tyskland. Området är del av naturskyddsområdet Taubergießen i Reins dalgång.
Området tillhör den franska staden Rhinau.